# لیریا (اسپانیا)
لیریا (به اسپانیایی: Liria) یک دهستان در اسپانیا است که در استان والنسیا واقع شده‌است. لیریا ۲۲۸ کیلومتر مربع مساحت دارد ۱۶۴ متر بالاتر از سطح دریا واقع شده‌است.